# Handheld PC

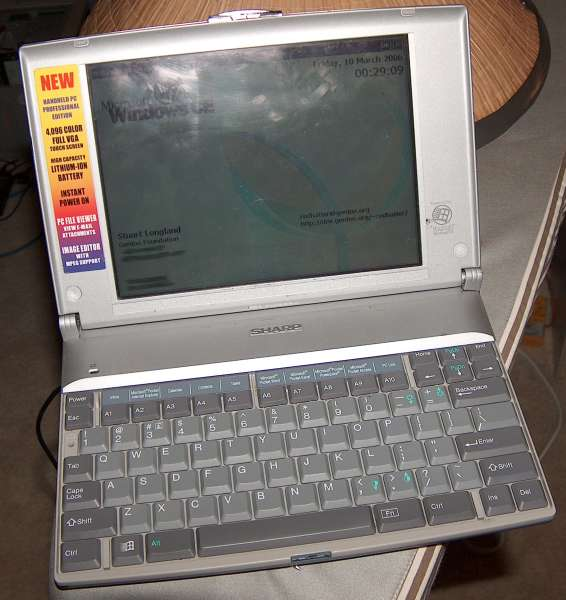
Sharp Mobilon PRO PV5000A

Handheld PC – urządzenie klasy PDA, podobne z wyglądu do małego laptopa. Charakteryzuje się zwykle większymi wymiarami wymuszonymi użyciem dużej matrycy LCD (zwykle 6 do 8 cali). Urządzenia tego typu posiadają system oparty na Windows CE, z możliwością przeinstalowania innych (np. Linuksa). Duża matryca zwiększa pobór prądu, dlatego do urządzenia tego typu montuje się większe i pojemniejsze akumulatory. W porównaniu do Pocket PC posiadają większą rozdzielczość ekranu – najczęściej HVGA – 480 × 320. W typowych handheldach spotyka się jeszcze rozdzielczości 480 × 240 (pierwsze urządzenia klasy Handheld PC), 640 × 480; 800 × 480; 800 × 600 i bardzo rzadko 320 × 240.